# Inokun
Inokun (ou Inokum) est un canton (et un village) du Cameroun situé dans la Région du Sud-Ouest et le département de la Manyu. Il est rattaché administrativement à la commune d'Eyumodjock.

## Population
Le village comptait 297 habitants en 1953, 230 en 1967, principalement Ejagham.
Lors du recensement de 2005 on  a dénombré 5 655 personnes dans le canton et 639 dans le village du même nom.